# Роовере
Ро́овере (ест. Roovere küla) — село в Естонії, у волості Тюрі повіту Ярвамаа.

## Населення
Чисельність населення на 31 грудня 2011 року становила 21 особу.

## Географія
Через населений пункт проходить автошлях 15129 (Пайде — Роовере — Куйметса). Від села починається дорога 15111 (Локута — Роовере).

## Історія
До 22 жовтня 2017 року село входило до складу волості Вяетса.